# 코이킬리 레르춘디
코이킬리 레르춘디 델 캄포(스페인어: Koikili Lertxundi del Campo, 1980년 12월 23일, 바스크 주 오찬디오 ~)는 줄여서 코이킬리(스페인어: Koikili)나 코이(스페인어: Koi)로 불린 스페인의 전직 축구 선수로, 현역 시절 좌측 수비수를 맡았다.
대기만성형 선수로, 그는 26세에 아틀레틱 빌바오에 입단하면서 프로 선수로 전향했다. 그는 빌바오 소속으로 5년을 활약하면서 98번의 공식 경기에 출전했다.

## 클럽 경력
코이킬리는 바스크 주 오찬디오 출신이다. 그는 아틀레틱 빌바오로 입단하기 2년 전까지만 해도 테르세라 디비시온을 전전하던 선수였는데, 그는 2007-08 시즌을 앞두고 세군다 디비시온 B의 세스타오에서 이적했다. 2007년 8월 26일, 그는 나바라 이웃 오사수나와 0-0으로 비긴 안방 경기에 90분을 소화하며 라 리가 신고식을 치렀는데, 오사수나 2군은 그가 1990년대 말에서 2000년대 초까지 소속되어 있던 구단이었다.
코이킬리는 시즌 대부분 스페인 국가대표 아시에르 델 오르노를 밀어내고 주전으로 활약했다. 그는 27번째 생일날에 1-1로 비긴 무르시아를 상대로 첫 1부 리그 골맛을 보았다.
코이는 이어지느 두 시즌 동안 아틀레틱 경기 출전 기회를 덜 잡았으나, 공식 경기에 52번 출전했고,(코파 델 레이에서 10경기 출전했는데, 소속 구단은 2008-09 시즌에 결승전까지 올라갔고, 이듬해 유로파리그에도 1경기 출전했다) 2009년 1월 11일, 그는 아틀레티코 마드리드를 상대로 1-1 균형을 맞추는 득점을 올렸고, 결국 3-2로 이겼다.
코이킬리는 마르셀로 비엘사 감독 취임 후 아이토르 오시오와 이반 수비아우레와 더불어 2011-12 시즌에 아틀레틱의 잉여 전력으로 전락했지만, 구단에 남았다. 2014년 6월 25일, 그는 세군다 디비시온의 미란데스 소속으로 2년을 더 보내고 33세의 나이로 축구화를 벗었다.

## 사생활
코이킬리는 유년 시절 그레코로만형 레슬링 선수로 활동했는데, U-15 부문에서 국내 대회 정상에 오르기도 했다.

## 수상
아틀레틱 빌바오
- 코파 델 레이 준우승: 2008–09
- 수페르코파 데 에스파냐 준우승: 2009